# El baile del pato
El baile del pato és una comèdia cinematogràfica espanyola dirigida el 1989 per Manuel Iborra, també autor del guió, amb música de Santi Arisa. Es pot inscriure en l'estil conegut com a "Nova Comèdia Madrilenya" amb estil postmodern.

## Argument
Carlos és un periodista que se separa de la seva esposa Bea per tal d'explorar tots els plaers que li ofereix Madrid. De nit marxa amb el seu germà petit Roberto, qui l'acosta al món de la promiscuïtat i les drogues. Per la seva banda, Bea, inicia una relació amb un individu que ha treballat com a actor en una pel·lícula d'avantguarda. Tanmateix, aquesta vida dissipada farà que acabin un en braços de l'altra.

## Repartiment
- Antonio Resines - Carlos
- Verónica Forqué - Bea
- Enrique San Francisco - Roberto
- María Barranco -Gloria
- Carles Velat -	Lorenzo
- Marta Fernández Muro - Susi

## Palmarès cinematogràfic
IV Premis Goya
| Categoria                   | Persona               | Resultat |
| --------------------------- | --------------------- | -------- |
| Millor actor de repartiment | Enrique San Francisco | Candidat |
| Millor guió original        | Manuel Iborra         | Candidat |

Fotogramas de Plata 1989
| Categoria               | Persona         | Resultat  |
| ----------------------- | --------------- | --------- |
| Millor actriu de cinema | Verónica Forqué | Candidata |